# Monstrillopsis sarsi
Monstrillopsis sarsi är en kräftdjursart som beskrevs av Isaac 1975. Monstrillopsis sarsi ingår i släktet Monstrillopsis och familjen Monstrillidae. Inga underarter finns listade i Catalogue of Life.